# Rally de Madeira
El Rally de Madeira, oficialmente Rali Vinho da Madeira, es una prueba de rally que tiene lugar desde el año 1959 en tramos asfaltados de la Isla de Madeira, Portugal, habitualmente a fines de julio o principios de agosto. La prueba la lleva a cabo el Club Sports da Madeira y ha sido puntuable para varios campeonatos: desde 1979 para el Campeonato de Europa de Rally, de 2006 a 2010 para el Intercontinental Rally Challenge y también para el Campeonato de Portugal de Rally y el Campeonato de Madeira. La prueba inicialmente recibía el nombre de Volta à Madeira (Vuelta a Madeira) hasta 1982 cuando adquirió el nombre de Vinho da Madeira.
La prueba es uno de los eventos deportivos más célebres de la isla que llega a juntar hasta 30000 espectadores además de ser una de las pruebas más importantes del campeonato portugués. En la misma han participado muchos pilotos de renombre y pilotos extranjeros han tenido gran protagonismo al ganar en muchas de las ediciones. El primer piloto en ganar la prueba fue el portugués José Lampreia a bordo de un MG MGA. Al año siguiente su compatriota Horácio Macedo vencería con un Mercedes 300 SL y repetiria victoria en 1962 y 1963. En 1967 venció el primer piloto extranjero siendo este, el francés Jean-Pierre Nicolas con un Renault 8 Gordini. Posteriormente el local Américo Nunes vencería en tres ediciones consecutivas con un Porsche 911 S y volvería a ganar siete años después, en 1977 de nuevo con el Porsche. En 1978 antes de que la prueba entrase en el calendario europeo, el finlandés Ari Vatanen venció en la prueba y a partir de ahí los pilotos foráneos se llevaron la victoria en todas las ediciones hasta 1996 cuando de nuevo un portugués volvió a vencer. Desde 1979 los pilotos italianos, han dominado el rally venciendo en hasta veinte ocasiones, con dos victorias para Antonio Fassina (1979, 1982) y Massimo Biasion (1983, 1987), tres para Fabrizio Tabaton (1986, 1990, 1991), Piero Liatti (1995, 1997, 2000) y cuatro para Andrea Aghini (1992, 1994, 1998, 2002) y Giandomenico Basso (2006, 2007, 2009, 2013) que junto con el portugués Américo Nunes (1968, 1969, 1970, 1977) son los pilotos con más victorias.

## Palmarés
| Año     | Edición                  | Piloto                      | Copiloto                | Vehículo                  | Series        |
| ------- | ------------------------ | --------------------------- | ----------------------- | ------------------------- | ------------- |
| 1959    | 1.Volta à Madeira        | José Lampreia               | Bandera de ?            | MGA                       |               |
| 1960    | 2.Volta à Madeira        | Horácio Macedo              | Bandera de ?            | Mercedes 300SL            |               |
| 1961    | 3.Volta à Madeira        | António Peixinho            | Bandera de ?            | Alfa Romeo Giulietta      |               |
| 1962    | 4.Volta à Madeira        | Horácio Macedo              | Bandera de ?            | Ferrari 250 GT SWB        |               |
| 1963    | 5.Volta à Madeira        | Horácio Macedo              | Bandera de ?            | Ferrari 250 GT SWB        |               |
| 1964    | 6.Volta à Madeira        | Fernando Basílio dos Santos | Bandera de ?            | Porsche 911 SC            |               |
| 1965    | 7.Volta à Madeira        | Zeca Cunha                  | Bandera de ?            | Triumph TR4               |               |
| 1966    | 8.Volta à Madeira        | António Sarmento Rebelo     | Bandera de ?            | NSU Prinz 1000            |               |
| 1967    | 9.Volta à Madeira        | Jean-Pierre Nicolas         | Claude Roure            | Renault 8 Gordini 1300    |               |
| 1968    | 10.Volta à Madeira       | Américo Nunes               | Evaristo Saraiva        | Porsche 911 S             |               |
| 1969    | 11.Volta à Madeira       | Américo Nunes               | Bandera de ?            | Porsche 911 S             |               |
| 1970    | 12.Volta à Madeira       | Américo Nunes               | Fernando Fonseca        | Porsche 911 ST            |               |
| 1971    | 13.Volta à Madeira       | Giovanni Salvi              | Bandera de ?            | Porsche 911 S             |               |
| 1972    | 14.Volta à Madeira       | Luís Neto                   | João Canas Mendes       | Fiat 125 Special          |               |
| 1973    | 15.Volta à Madeira       | Gomes Pereira               | António Pereira         | Opel 1904 SR              |               |
| 1974    | No se disputó            | No se disputó               | No se disputó           | No se disputó             | No se disputó |
| 1975    | 16.Volta à Madeira       | João Clemente Aguiar        | Miguel de Sousa         | Ford Escort RS1600        |               |
| 1976    | 17.Volta à Madeira       | Giovanni Salvi              | Pedro de Almeida        | Ford Escort RS2000        |               |
| 1977    | 18.Volta à Madeira       | Américo Nunes               | Joao Batista            | Porsche 911 ST            |               |
| 1978    | 19.Volta à Madeira       | Ari Vatanen                 | Henry Liddon            | Ford Escort RS2000        |               |
| 1979    | 20.Volta à Madeira       | Antonio Fassina             | Mauro Mannini           | Lancia Stratos            | ERC           |
| 1980    | 21.Volta à Madeira       | Adartico Vudafieri          | Fabio Penariol          | Fiat 131 Abarth           | ERC           |
| 1981    | 22.Volta à Madeira       | Aloyse Kridel               | Paul Dunkel             | Ford Escort RS 1800       | ERC           |
| 1982    | 23.Rali Vinho da Madeira | Antonio Fassina             | Roberto Dalpozzo        | Opel Ascona 400           | ERC           |
| 1983    | 24.Rali Vinho da Madeira | Massimo Biasion             | Tiziano Siviero         | Lancia Rally 037          | ERC           |
| 1984    | 25.Rali Vinho da Madeira | Henri Toivonen              | Juha Piironen           | Porsche 911 SC            | ERC           |
| 1985    | 26.Rali Vinho da Madeira | Salvador Servià             | Jordi Sabater           | Lancia Rally 037          | ERC           |
| 1986    | 27.Rali Vinho da Madeira | Fabrizio Tabaton            | Luciano Tedeschini      | Lancia Delta S4           | ERC           |
| 1987    | 28.Rali Vinho da Madeira | Massimo Biasion             | Giuseppe Cerri          | Lancia Delta HF 4WD       | ERC           |
| 1988    | 29.Rali Vinho da Madeira | Patrick Snijers             | Dany Colebunders        | BMW M3                    | ERC           |
| 1989    | 30.Rali Vinho da Madeira | Yves Loubet                 | Jean-Marc Andrié        | Lancia Delta Integrale    | ERC           |
| 1990    | 31.Rali Vinho da Madeira | Fabrizio Tabaton            | Maurizio Imerito        | Lancia Delta Integrale    | ERC           |
| 1991    | 32.Rali Vinho da Madeira | Fabrizio Tabaton            | Maurizio Imerito        | Lancia Delta HF Integrale | ERC           |
| 1992    | 33.Rali Vinho da Madeira | Andrea Aghini               | Sauro Farnocchia        | Lancia Delta Integrale    | ERC           |
| 1993    | 34.Rali Vinho da Madeira | Patrick Snijers             | Dany Colebunders        | Ford Escort RS Cosworth   | ERC           |
| 1994    | 35.Rali Vinho da Madeira | Andrea Aghini               | Sauro Farnocchia        | Toyota Celica GT-Four     | ERC           |
| 1995    | 36.Rali Vinho da Madeira | Piero Liatti                | Alessandro Alessandrini | Subaru Impreza WRX        | ERC           |
| 1996    | 37.Rali Vinho da Madeira | Fernando Peres              | Ricardo Caldeira        | Ford Escort RS Cosworth   | ERC           |
| 1997    | 38.Rali Vinho da Madeira | Piero Liatti                | Fabrizia Pons           | Subaru Impreza WRC        | ERC           |
| 1998    | 39.Rali Vinho da Madeira | Andrea Aghini               | Loris Roggia            | Toyota Corolla WRC        | ERC           |
| 1999    | 40.Rali Vinho da Madeira | Bruno Thiry                 | Stéphane Prévot         | Subaru Impreza WRC        | ERC           |
| 2000    | 41.Rali Vinho da Madeira | Piero Liatti                | Carlo Cassina           | Subaru Impreza WRC        | ERC           |
| 2001    | 42.Rali Vinho da Madeira | Adruzilo Lopes              | Luis Lisboa             | Peugeot 206 WRC           | ERC           |
| 2002    | 43.Rali Vinho da Madeira | Andrea Aghini               | Loris Roggia            | Peugeot 206 WRC           | ERC           |
| 2003    | 44.Rali Vinho da Madeira | Miguel Campos               | Carlos Magalhäes        | Peugeot 206 WRC           | ERC           |
| 2004    | 45.Rali Vinho da Madeira | Vítor Sá                    | Ornelas Camacho         | Peugeot 306 Maxi          | ERC           |
| 2005    | 46.Rali Vinho da Madeira | Renato Travaglia            | Falvio Zanella          | Renault Clio S1600        | ERC           |
| 2006    | 47.Rali Vinho da Madeira | Giandomenico Basso          | Mittia Dotta            | Fiat Punto Abarth S2000   | ERC, IRC      |
| 2007    | 48.Rali Vinho da Madeira | Giandomenico Basso          | Mittia Dotta            | Fiat Punto Abarth S2000   | ERC, IRC      |
| 2008    | 49.Rali Vinho da Madeira | Nicolas Vouilloz            | Nicolas Klinger         | Peugeot 207 S2000         | ERC, IRC      |
| 2009    | 50.Rali Vinho da Madeira | Giandomenico Basso          | Mittia Dotta            | Fiat Punto Abarth S2000   | ERC, IRC      |
| 2010    | 51.Rali Vinho da Madeira | Freddy Loix                 | Frederic Miclotte       | Škoda Fabia S2000         | ERC, IRC      |
| 2011    | 52.Rali Vinho da Madeira | Bruno Magalhães             | Paulo Grave             | Peugeot 207 S2000         | ERC           |
| 2012    | 53.Rali Vinho da Madeira | Bruno Magalhães             | Nuno Rodrigues da Silva | Peugeot 207 S2000         | ERC           |
| 2013    | 54.Rali Vinho da Madeira | Giandomenico Basso          | Lorenzo Granai          | Peugeot 207 S2000         | ERC Cup       |
| 2014    | 55.Rali Vinho da Madeira | Bruno Magalhães             | Carlos Magalhães        | Peugeot 208 T16           | ERT           |
| 2015    | 56.Rali Vinho da Madeira | Bruno Magalhães             | Carlos Magalhães        | Peugeot 208 T16           | ERT           |
| 2016    | 57.Rali Vinho da Madeira | José Pedro Fontes           | Inês Ponte              | Citroën DS3 R5            | TER           |
| 2017    | 58.Rali Vinho da Madeira | Camacho Alexandre           | Pedro Calado            | Peugeot 208 T16           | TER           |
| 2018    | 59.Rali Vinho da Madeira | Camacho Alexandre           | Pedro Calado            | Škoda Fabia R5            | TER           |
| 2019    | 60.Rali Vinho da Madeira | Camacho Alexandre           | Pedro Calado            | Škoda Fabia R5            |               |
| Fuentes |                          |                             |                         |                           |               |